# Primer Ministre del Japó
El Primer Ministre del Gabinet (en japonés: 内閣総理大臣, Naikaku sōri daijin) és el cap de govern del Japó, designat per la Dieta Nacional entre els seus membres i nomenat per l'emperador. Ha de conservar la confiança de la Cambra de Representants per romandre en el càrrec. El Primer Ministre és el cap del gabinet i designa o remou del càrrec els ministres de l'Estat.

## Història
El càrrec de Primer Ministre del Gabinet es creà el 1885, quatre anys abans de la promulgació de la constitució de Meiji.

## Funcions
Les funcions i responsabilitats actuals del Primer Ministre del Gabinets es troben en la constitució actual vigent des de 1947. Segons l'article cinqué de la constitució, el Primer Ministre exercix el "control i la supervisió" de la branca executiva del govern. La seua signatura es requerix en totes les lleis i les ordres del gabinet. A diferència d'altres sistemes parlamentaris en què els ministres del gabinet teòricament conserven un grau relatiu de llibertat d'acció, dins els límits de la responsabilitat col·lectiva, el gabinet japonés és, en pràctica, una extensió de l'autoritat del Primer Ministre. El Primer Ministre ha de presentar un informe sobre les relacions internes i externes davant la Dieta. Segons l'Acta de les Forces d'Autodefensa de 1954, el Primer Ministre és també el comandant en cap de les Forces d'Autodefensa del Japó.

## Llista de primers ministres
| No.                         | Retrat    | Nom                                 | Termini                | Termini                         | Partit                         | Cap d'estat                                            |
| --------------------------- | --------- | ----------------------------------- | ---------------------- | ------------------------------- | ------------------------------ | ------------------------------------------------------ |
| Imperi del Japó (1868-1947) |           |                                     |                        |                                 |                                |                                                        |
| 1                           |           | Hirobumi Itō (1841-1909)            | 22 de desembre de 1885 | 30 d'abril de 1888              | Independent                    | Emperador Meiji (1867 – 1912)                          |
| 1                           | Suō       | 2 anys, 130 dies                    | 2 anys, 130 dies       |                                 | Independent                    | Emperador Meiji (1867 – 1912)                          |
| 2                           |           | Kiyotaka Kuroda (1840-1900)         | 30 d'abril de 1888     | 25 d'octubre de 1889            | Independent                    | Emperador Meiji (1867 – 1912)                          |
| 2                           | Satsuma   | 1 any, 178 dies                     | 1 any, 178 dies        |                                 | Independent                    | Emperador Meiji (1867 – 1912)                          |
| -                           |           | Sanetomi Sanjō (1837-1891)          | 25 d'octubre de 1889   | 24 de desembre de 1889          | Independent                    | Emperador Meiji (1867 – 1912)                          |
| -                           | Yamashiro | 0 anys, 60 dies                     | 0 anys, 60 dies        |                                 | Independent                    | Emperador Meiji (1867 – 1912)                          |
| 3                           |           | Aritomo Yamagata (1838-1922)        | 24 de desembre de 1889 | 6 de maig de 1891               | Independent                    | Emperador Meiji (1867 – 1912)                          |
| 3                           | Nagato    | 1 any, 133 dies                     | 1 any, 133 dies        |                                 | Independent                    | Emperador Meiji (1867 – 1912)                          |
| 4                           |           | Masayoshi Matsukata (1835-1924)     | 6 de maig de 1891      | 8 d'agost de 1892               | Independent                    | Emperador Meiji (1867 – 1912)                          |
| 4                           | Satsuma   | 1 any, 94 dies                      | 1 any, 94 dies         |                                 | Independent                    | Emperador Meiji (1867 – 1912)                          |
| 5                           |           | Hirobumi Itō (1841-1909)            | 8 d'agost de 1892      | 31 d'agost de 1896              | Independent                    | Emperador Meiji (1867 – 1912)                          |
| 5                           | Suō       | 4 anys, 23 dies                     | 4 anys, 23 dies        |                                 | Independent                    | Emperador Meiji (1867 – 1912)                          |
| -                           |           | Kiyotaka Kuroda (1840-1900)         | 31 d'agost de 1896     | 18 de setembre de 1896          | Independent                    | Emperador Meiji (1867 – 1912)                          |
| -                           | Satsuma   | 0 anys, 18 dies                     | 0 anys, 18 dies        |                                 | Independent                    | Emperador Meiji (1867 – 1912)                          |
| 6                           |           | Masayoshi Matsukata (1835-1924)     | 18 de setembre de 1896 | 12 de gener de 1898             | Independent                    | Emperador Meiji (1867 – 1912)                          |
| 6                           | Satsuma   | 1 any, 116 dies                     | 1 any, 116 dies        |                                 | Independent                    | Emperador Meiji (1867 – 1912)                          |
| 7                           |           | Hirobumi Itō (1841-1909)            | 12 de gener de 1898    | 30 de juny de 1898              | Independent                    | Emperador Meiji (1867 – 1912)                          |
| 7                           | Suō       | 0 anys, 169 dies                    | 0 anys, 169 dies       |                                 | Independent                    | Emperador Meiji (1867 – 1912)                          |
| 8                           |           | Shigenobu Ōkuma (1838-1922)         | 30 de juny de 1898     | 8 de novembre de 1898           | Partit Constitucional          | Emperador Meiji (1867 – 1912)                          |
| 8                           | Hizen     | 0 anys, 131 dies                    | 0 anys, 131 dies       |                                 | Partit Constitucional          | Emperador Meiji (1867 – 1912)                          |
| 9                           |           | Aritomo Yamagata (1838-1922)        | 8 de novembre de 1898  | 19 d'octubre de 1900            | Independent                    | Emperador Meiji (1867 – 1912)                          |
| 9                           | Nagato    | 1 any, 345 dies                     | 1 any, 345 dies        |                                 | Independent                    | Emperador Meiji (1867 – 1912)                          |
| 10                          |           | Hirobumi Itō (1841-1909)            | 19 d'octubre de 1900   | 10 de maig de 1901              | Grup Pro Govern Constitucional | Emperador Meiji (1867 – 1912)                          |
| 10                          | Suō       | 0 anys, 203 dies                    | 0 anys, 203 dies       |                                 | Grup Pro Govern Constitucional | Emperador Meiji (1867 – 1912)                          |
| -                           |           | Kinmochi Saionji (1849-1940)        | 10 de maig de 1901     | 2 de juny de 1901               | Independent                    | Emperador Meiji (1867 – 1912)                          |
| -                           | Yamashiro | 0 anys, 23 dies                     | 0 anys, 23 dies        |                                 | Independent                    | Emperador Meiji (1867 – 1912)                          |
| 11                          |           | Tarō Katsura (1848-1913)            | 2 de juny de 1901      | 7 de gener de 1906              | Independent                    | Emperador Meiji (1867 – 1912)                          |
| 11                          | Nagato    | 4 anys, 219 dies                    | 4 anys, 219 dies       |                                 | Independent                    | Emperador Meiji (1867 – 1912)                          |
| 12                          |           | Kinmochi Saionji (1849-1940)        | 7 de gener de 1906     | 14 de juliol de 1908            | Grup Pro Govern Constitucional | Emperador Meiji (1867 – 1912)                          |
| 12                          | Yamashiro | 2 anys, 189 dies                    | 2 anys, 189 dies       |                                 | Grup Pro Govern Constitucional | Emperador Meiji (1867 – 1912)                          |
| 13                          |           | Tarō Katsura (1848-1913)            | 14 de juliol de 1908   | 30 d'agost de 1911              | Independent                    | Emperador Meiji (1867 – 1912)                          |
| 13                          | Nagato    | 3 anys, 47 dies                     | 3 anys, 47 dies        |                                 | Independent                    | Emperador Meiji (1867 – 1912)                          |
| 14                          |           | Kinmochi Saionji (1849-1940)        | 30 d'agost de 1911     | 21 de desembre de 1912          | Grup Pro Govern Constitucional | Emperador Meiji (1867 – 1912)                          |
| 14                          | Yamashiro | 1 any, 113 dies                     | 1 any, 113 dies        | Emperador Taishō (1912 – 1926)  | Grup Pro Govern Constitucional |                                                        |
| 15                          |           | Tarō Katsura (1848-1913)            | 21 de desembre de 1912 | Emperador Taishō (1912 – 1926)  | 20 de febrer de 1913           | Independent                                            |
| 15                          | Nagato    | 0 anys, 61 dies                     | 0 anys, 61 dies        | Emperador Taishō (1912 – 1926)  |                                | Independent                                            |
| 16                          |           | Gonbee Yamamoto (1852-1933)         | 20 de febrer de 1913   | Emperador Taishō (1912 – 1926)  | 16 d'abril de 1914             | Independent                                            |
| 16                          | Satsuma   | 1 any, 55 dies                      | 1 any, 55 dies         | Emperador Taishō (1912 – 1926)  |                                | Independent                                            |
| 17                          |           | Shigenobu Ōkuma (1838-1922)         | 16 d'abril de 1914     | Emperador Taishō (1912 – 1926)  | 9 d'octubre de 1916            | Grup dels Camarades Constitucionals                    |
| 17                          | Hizen     | 2 anys, 176 dies                    | 2 anys, 176 dies       | Emperador Taishō (1912 – 1926)  |                                | Grup dels Camarades Constitucionals                    |
| 18                          |           | Masatake Terauchi (1852-1919)       | 9 d'octubre de 1916    | Emperador Taishō (1912 – 1926)  | 29 de setembre de 1918         | Independent                                            |
| 18                          | Suō       | 1 any, 355 dies                     | 1 any, 355 dies        | Emperador Taishō (1912 – 1926)  |                                | Independent                                            |
| 19                          |           | Takashi Hara (1856-1921)            | 29 de setembre de 1918 | Emperador Taishō (1912 – 1926)  | 4 de novembre de 1921          | Grup Pro Govern Constitucional                         |
| 19                          | Mutsu     | 3 anys, 36 dies                     | 3 anys, 36 dies        | Emperador Taishō (1912 – 1926)  |                                | Grup Pro Govern Constitucional                         |
| -                           |           | Kōsai Uchida (1865-1936)            | 4 de novembre de 1921  | Emperador Taishō (1912 – 1926)  | 13 de novembre de 1921         | Independent                                            |
| -                           | Higo      | 0 anys, 9 dies                      | 0 anys, 9 dies         | Emperador Taishō (1912 – 1926)  |                                | Independent                                            |
| 20                          |           | Korekiyo Takahashi (1854-1936)      | 13 de novembre de 1921 | Emperador Taishō (1912 – 1926)  | 12 de juny de 1922             | Grup Pro Govern Constitucional                         |
| 20                          | Musashi   | 0 anys, 211 dies                    | 0 anys, 211 dies       | Emperador Taishō (1912 – 1926)  |                                | Grup Pro Govern Constitucional                         |
| 21                          |           | Tomosaburō Katō (1861-1923)         | 12 de juny de 1922     | Emperador Taishō (1912 – 1926)  | 24 d'agost de 1923             | Independent                                            |
| 21                          | Aki       | 1 any, 73 dies                      | 1 any, 73 dies         | Emperador Taishō (1912 – 1926)  |                                | Independent                                            |
| -                           |           | Kōsai Uchida (1865-1936)            | 24 d'agost de 1923     | Emperador Taishō (1912 – 1926)  | 2 de setembre de 1923          | Independent                                            |
| -                           | Higo      | 0 anys, 9 dies                      | 0 anys, 9 dies         | Emperador Taishō (1912 – 1926)  |                                | Independent                                            |
| 22                          |           | Gonbee Yamamoto (1852-1933)         | 2 de setembre de 1923  | Emperador Taishō (1912 – 1926)  | 7 de gener de 1924             | Independent                                            |
| 22                          | Satsuma   | 0 anys, 127 dies                    | 0 anys, 127 dies       | Emperador Taishō (1912 – 1926)  |                                | Independent                                            |
| 23                          |           | Keigo Kiyoura (1850-1942)           | 7 de gener de 1924     | Emperador Taishō (1912 – 1926)  | 11 de juny de 1924             | Independent                                            |
| 23                          | Higo      | 0 anys, 156 dies                    | 0 anys, 156 dies       | Emperador Taishō (1912 – 1926)  |                                | Independent                                            |
| 24                          |           | Taka-Aki Katō (1860-1926)           | 11 de juny de 1924     | Emperador Taishō (1912 – 1926)  | 28 de gener de 1926            | Grup Constitucional                                    |
| 24                          | Owari     | 1 any, 231 dies                     | 1 any, 231 dies        | Emperador Taishō (1912 – 1926)  |                                | Grup Constitucional                                    |
| 25                          |           | Reijirō Wakatsuki (1866-1949)       | 28 de gener de 1926    | Emperador Taishō (1912 – 1926)  | 20 d'abril de 1927             | Grup Constitucional                                    |
| 25                          | Izumo     | 1 any, 82 dies                      | 1 any, 82 dies         | Emperador Shōwa (1926 – 1989)   |                                | Grup Constitucional                                    |
| 26                          |           | Giichi Tanaka (1864-1929)           | 20 d'abril de 1927     | Emperador Shōwa (1926 – 1989)   | 2 de juliol de 1929            | Grup Pro Govern Constitucional                         |
| 26                          | Nagato    | 2 anys, 73 dies                     | 2 anys, 73 dies        | Emperador Shōwa (1926 – 1989)   |                                | Grup Pro Govern Constitucional                         |
| 27                          |           | Osachi Hamaguchi (1870-1931)        | 2 de juliol de 1929    | Emperador Shōwa (1926 – 1989)   | 14 d'abril de 1931             | Partit Democràtic Constitucional                       |
| 27                          | Tosa      | 1 any, 286 dies                     | 1 any, 286 dies        | Emperador Shōwa (1926 – 1989)   |                                | Partit Democràtic Constitucional                       |
| 28                          |           | Reijirō Wakatsuki (1866-1949)       | 14 d'abril de 1931     | Emperador Shōwa (1926 – 1989)   | 13 de desembre de 1931         | Partit Democràtic Constitucional                       |
| 28                          | Izumo     | 0 anys, 243 dies                    | 0 anys, 243 dies       | Emperador Shōwa (1926 – 1989)   |                                | Partit Democràtic Constitucional                       |
| 29                          |           | Tsuyoshi Inukai (1855-1932)         | 13 de desembre de 1931 | Emperador Shōwa (1926 – 1989)   | 16 de maig de 1932             | Grup Pro Govern Constitucional                         |
| 29                          | Bicchū    | 0 anys, 155 dies                    | 0 anys, 155 dies       | Emperador Shōwa (1926 – 1989)   |                                | Grup Pro Govern Constitucional                         |
| -                           |           | Korekiyo Takahashi (1854-1936)      | 16 de maig de 1932     | Emperador Shōwa (1926 – 1989)   | 26 de maig de 1932             | Grup Pro Govern Constitucional                         |
| -                           | Musashi   | 0 anys, 10 dies                     | 0 anys, 10 dies        | Emperador Shōwa (1926 – 1989)   |                                | Grup Pro Govern Constitucional                         |
| 30                          |           | Makoto Saitō (1858-1936)            | 26 de maig de 1932     | Emperador Shōwa (1926 – 1989)   | 8 de juliol de 1934            | Independent                                            |
| 30                          | Mutsu     | 2 anys, 43 dies                     | 2 anys, 43 dies        | Emperador Shōwa (1926 – 1989)   |                                | Independent                                            |
| 31                          |           | Keisuke Okada (1868-1952)           | 8 de juliol de 1934    | Emperador Shōwa (1926 – 1989)   | 9 de març de 1936              | Independent                                            |
| 31                          | Echizen   | 1 any, 245 dies                     | 1 any, 245 dies        | Emperador Shōwa (1926 – 1989)   |                                | Independent                                            |
| 32                          |           | Kōki Hirota (1878-1948)             | 9 de març de 1936      | Emperador Shōwa (1926 – 1989)   | 2 de febrer de 1937            | Independent                                            |
| 32                          | Fukuoka   | 0 anys, 330 dies                    | 0 anys, 330 dies       | Emperador Shōwa (1926 – 1989)   |                                | Independent                                            |
| 33                          |           | Senjūrō Hayashi (1876-1943)         | 2 de febrer de 1937    | Emperador Shōwa (1926 – 1989)   | 4 de juny de 1937              | Independent                                            |
| 33                          | Ishikawa  | 0 anys, 122 dies                    | 0 anys, 122 dies       | Emperador Shōwa (1926 – 1989)   |                                | Independent                                            |
| 34                          |           | Fumimaro Konoe (1891-1945)          | 4 de juny de 1937      | Emperador Shōwa (1926 – 1989)   | 5 de gener de 1939             | Independent                                            |
| 34                          | Tòquio    | 1 any, 215 dies                     | 1 any, 215 dies        | Emperador Shōwa (1926 – 1989)   |                                | Independent                                            |
| 35                          |           | Kiichirō Hiranuma (1867-1952)       | 5 de gener de 1939     | Emperador Shōwa (1926 – 1989)   | 30 d'agost de 1939             | Independent                                            |
| 35                          | Mimasaka  | 0 anys, 237 dies                    | 0 anys, 237 dies       | Emperador Shōwa (1926 – 1989)   |                                | Independent                                            |
| 36                          |           | Nobuyuki Abe (1875-1953)            | 30 d'agost de 1939     | Emperador Shōwa (1926 – 1989)   | 16 de gener de 1940            | Independent                                            |
| 36                          | Ishikawa  | 0 anys, 139 dies                    | 0 anys, 139 dies       | Emperador Shōwa (1926 – 1989)   |                                | Independent                                            |
| 37                          |           | Mitsumasa Yonai (1880-1948)         | 16 de gener de 1940    | Emperador Shōwa (1926 – 1989)   | 22 de juliol de 1940           | Independent                                            |
| 37                          | Iwate     | 0 anys, 188 dies                    | 0 anys, 188 dies       | Emperador Shōwa (1926 – 1989)   |                                | Independent                                            |
| 38 39                       |           | Fumimaro Konoe (1891-1945)          | 22 de juliol de 1940   | Emperador Shōwa (1926 – 1989)   | 18 d'octubre de 1941           | Associació de Suport al Règim Imperial                 |
| 38 39                       | Tòquio    | 1 any, 88 dies                      | 1 any, 88 dies         | Emperador Shōwa (1926 – 1989)   |                                | Associació de Suport al Règim Imperial                 |
| 40                          |           | Hideki Tōjō (1884-1948)             | 18 d'octubre de 1941   | Emperador Shōwa (1926 – 1989)   | 22 de juliol de 1944           | Associació de Suport al Règim Imperial                 |
| 40                          | Tòquio    | 2 anys, 278 dies                    | 2 anys, 278 dies       | Emperador Shōwa (1926 – 1989)   |                                | Associació de Suport al Règim Imperial                 |
| 41                          |           | Kuniaki Koiso (1880-1950)           | 22 de juliol de 1944   | Emperador Shōwa (1926 – 1989)   | 7 d'abril de 1945              | Associació de Suport al Règim Imperial                 |
| 41                          | Tochigi   | 0 anys, 259 dies                    | 0 anys, 259 dies       | Emperador Shōwa (1926 – 1989)   |                                | Associació de Suport al Règim Imperial                 |
| 42                          |           | Kantarō Suzuki (1868-1948)          | 7 d'abril de 1945      | Emperador Shōwa (1926 – 1989)   | 17 d'agost de 1945             | Associació de Suport al Règim Imperial                 |
| 42                          | Izumi     | 0 anys, 132 dies                    | 0 anys, 132 dies       | Emperador Shōwa (1926 – 1989)   |                                | Associació de Suport al Règim Imperial                 |
| 43                          |           | Naruhiko de Higashikuni (1887-1990) | 17 d'agost de 1945     | Emperador Shōwa (1926 – 1989)   | 9 d'octubre de 1945            | Independent                                            |
| 43                          | Kyoto     | 0 anys, 53 dies                     | 0 anys, 53 dies        | Emperador Shōwa (1926 – 1989)   |                                | Independent                                            |
| 44                          |           | Kijūrō Shidehara (1872-1951)        | 9 d'octubre de 1945    | Emperador Shōwa (1926 – 1989)   | 22 de maig de 1946             | Partit Progressista del Japó                           |
| 44                          | Osaka     | 0 anys, 225 dies                    | 0 anys, 225 dies       | Emperador Shōwa (1926 – 1989)   |                                | Partit Progressista del Japó                           |
| 45                          |           | Shigeru Yoshida (1878-1967)         | 22 de maig de 1946     | Emperador Shōwa (1926 – 1989)   | 24 de maig de 1947             | Partit Liberal del Japó                                |
| 45                          | Tòquio    | 1 any, 2 dies                       | 1 any, 2 dies          | Emperador Shōwa (1926 – 1989)   |                                | Partit Liberal del Japó                                |
| 46                          |           | Tetsu Katayama (1887-1978)          | 24 de maig de 1947     | Emperador Shōwa (1926 – 1989)   | 10 de març de 1948             | Partit Socialista del Japó                             |
| 46                          | Wakayama  | 0 anys, 291 dies                    | 0 anys, 291 dies       | Emperador Shōwa (1926 – 1989)   |                                | Partit Socialista del Japó                             |
| 47                          |           | Hitoshi Ashida (1887-1959)          | 10 de març de 1948     | Emperador Shōwa (1926 – 1989)   | 15 d'octubre de 1948           | Partit Democràtic                                      |
| 47                          | Kyoto     | 0 anys, 219 dies                    | 0 anys, 219 dies       | Emperador Shōwa (1926 – 1989)   |                                | Partit Democràtic                                      |
| 48 49 50 51                 |           | Shigeru Yoshida (1878-1967)         | 15 d'octubre de 1948   | Emperador Shōwa (1926 – 1989)   | 10 de desembre de 1954         | Partit Democràtic Liberal - Partit Liberal             |
| 48 49 50 51                 | Tòquio    | 6 anys, 56 dies                     | 6 anys, 56 dies        | Emperador Shōwa (1926 – 1989)   |                                | Partit Democràtic Liberal - Partit Liberal             |
| 52 53 54                    |           | Ichirō Hatoyama (1883-1959)         | 10 de desembre de 1954 | Emperador Shōwa (1926 – 1989)   | 23 de desembre de 1956         | Partit Democràtic del Japó - Partit Liberal Democràtic |
| 52 53 54                    | Tòquio    | 2 anys, 13 dies                     | 2 anys, 13 dies        | Emperador Shōwa (1926 – 1989)   |                                | Partit Democràtic del Japó - Partit Liberal Democràtic |
| 55                          |           | Tanzan Ishibashi (1884-1973)        | 23 de desembre de 1956 | Emperador Shōwa (1926 – 1989)   | 25 de febrer de 1957           | Partit Liberal Democràtic                              |
| 55                          | Tòquio    | 0 anys, 64 dies                     | 0 anys, 64 dies        | Emperador Shōwa (1926 – 1989)   |                                | Partit Liberal Democràtic                              |
| 56 57                       |           | Nobusuke Kishi (1896-1987)          | 25 de febrer de 1957   | Emperador Shōwa (1926 – 1989)   | 19 de juliol de 1960           | Partit Liberal Democràtic                              |
| 56 57                       | Yamaguchi | 3 anys, 145 dies                    | 3 anys, 145 dies       | Emperador Shōwa (1926 – 1989)   |                                | Partit Liberal Democràtic                              |
| 58 59 60                    |           | Hayato Ikeda (1899-1965)            | 19 de juliol de 1960   | Emperador Shōwa (1926 – 1989)   | 9 de novembre de 1964          | Partit Liberal Democràtic                              |
| 58 59 60                    | Hiroshima | 4 anys, 113 dies                    | 4 anys, 113 dies       | Emperador Shōwa (1926 – 1989)   |                                | Partit Liberal Democràtic                              |
| 61 62 63                    |           | Eisaku Satō (1901-1975)             | 9 de novembre de 1964  | Emperador Shōwa (1926 – 1989)   | 7 de juliol de 1972            | Partit Liberal Democràtic                              |
| 61 62 63                    | Yamaguchi | 7 anys, 241 dies                    | 7 anys, 241 dies       | Emperador Shōwa (1926 – 1989)   |                                | Partit Liberal Democràtic                              |
| 64 65                       |           | Kakuei Tanaka (1918-1993)           | 7 de juliol de 1972    | Emperador Shōwa (1926 – 1989)   | 9 de desembre de 1974          | Partit Liberal Democràtic                              |
| 64 65                       | Niigata   | 2 anys, 155 dies                    | 2 anys, 155 dies       | Emperador Shōwa (1926 – 1989)   |                                | Partit Liberal Democràtic                              |
| 66                          |           | Takeo Miki (1907-1988)              | 9 de desembre de 1974  | Emperador Shōwa (1926 – 1989)   | 24 de desembre de 1976         | Partit Liberal Democràtic                              |
| 66                          | Tokushima | 2 anys, 15 dies                     | 2 anys, 15 dies        | Emperador Shōwa (1926 – 1989)   |                                | Partit Liberal Democràtic                              |
| 67                          |           | Takeo Fukuda (1905-1995)            | 24 de desembre de 1976 | Emperador Shōwa (1926 – 1989)   | 7 de desembre de 1978          | Partit Liberal Democràtic                              |
| 67                          | Gunma     | 1 any, 348 dies                     | 1 any, 348 dies        | Emperador Shōwa (1926 – 1989)   |                                | Partit Liberal Democràtic                              |
| 68 69                       |           | Masayoshi Ōhira (1910-1980)         | 7 de desembre de 1978  | Emperador Shōwa (1926 – 1989)   | 12 de juny de 1980             | Partit Liberal Democràtic                              |
| 68 69                       | Kagawa    | 1 any, 188 dies                     | 1 any, 188 dies        | Emperador Shōwa (1926 – 1989)   |                                | Partit Liberal Democràtic                              |
| -                           |           | Masayoshi Itō (1913-1994)           | 12 de juny de 1980     | Emperador Shōwa (1926 – 1989)   | 17 de juliol de 1980           | Partit Liberal Democràtic                              |
| -                           | Fukushima | 0 anys, 35 dies                     | 0 anys, 35 dies        | Emperador Shōwa (1926 – 1989)   |                                | Partit Liberal Democràtic                              |
| 70                          |           | Zenkō Suzuki (1911-2004)            | 17 de juliol de 1980   | Emperador Shōwa (1926 – 1989)   | 27 de novembre de 1982         | Partit Liberal Democràtic                              |
| 70                          | Iwate     | 2 anys, 133 dies                    | 2 anys, 133 dies       | Emperador Shōwa (1926 – 1989)   |                                | Partit Liberal Democràtic                              |
| 71 72 73                    |           | Yasuhiro Nakasone (1918-2019)       | 27 de novembre de 1982 | Emperador Shōwa (1926 – 1989)   | 6 de novembre de 1987          | Partit Liberal Democràtic                              |
| 71 72 73                    | Gunma     | 4 anys, 344 dies                    | 4 anys, 344 dies       | Emperador Shōwa (1926 – 1989)   |                                | Partit Liberal Democràtic                              |
| 74                          |           | Noboru Takeshita (1924-2000)        | 6 de novembre de 1987  | Emperador Shōwa (1926 – 1989)   | 3 de juny de 1989              | Partit Liberal Democràtic                              |
| 74                          | Shimane   | 1 any, 209 dies                     | 1 any, 209 dies        | Emperador Akihito (1989 – 2019) |                                | Partit Liberal Democràtic                              |
| 75                          |           | Sōsuke Uno (1922-1998)              | 3 de juny de 1989      | Emperador Akihito (1989 – 2019) | 10 d'agost de 1989             | Partit Liberal Democràtic                              |
| 75                          | Shiga     | 0 anys, 68 dies                     | 0 anys, 68 dies        | Emperador Akihito (1989 – 2019) |                                | Partit Liberal Democràtic                              |
| 76 77                       |           | Toshiki Kaifu (1931-2022)           | 10 d'agost de 1989     | Emperador Akihito (1989 – 2019) | 5 de novembre de 1991          | Partit Liberal Democràtic                              |
| 76 77                       | Aichi     | 2 anys, 87 dies                     | 2 anys, 87 dies        | Emperador Akihito (1989 – 2019) |                                | Partit Liberal Democràtic                              |
| 78                          |           | Kiichi Miyazawa (1919-2007)         | 5 de novembre de 1991  | Emperador Akihito (1989 – 2019) | 9 d'agost de 1993              | Partit Liberal Democràtic                              |
| 78                          | Tòquio    | 1 any, 277 dies                     | 1 any, 277 dies        | Emperador Akihito (1989 – 2019) |                                | Partit Liberal Democràtic                              |
| 79                          |           | Morihiro Hosokawa (1938-)           | 9 d'agost de 1993      | Emperador Akihito (1989 – 2019) | 28 d'abril de 1994             | Nou Partit del Japó                                    |
| 79                          | Tòquio    | 0 anys, 262 dies                    | 0 anys, 262 dies       | Emperador Akihito (1989 – 2019) |                                | Nou Partit del Japó                                    |
| 80                          |           | Tsutomu Hata (1935-2017)            | 28 d'abril de 1994     | Emperador Akihito (1989 – 2019) | 30 de juny de 1994             | Partit de la Renaixença                                |
| 80                          | Tòquio    | 0 anys, 63 dies                     | 0 anys, 63 dies        | Emperador Akihito (1989 – 2019) |                                | Partit de la Renaixença                                |
| 81                          |           | Tomiichi Murayama (1924-)           | 30 de juny de 1994     | Emperador Akihito (1989 – 2019) | 11 de gener de 1996            | Partit Socialista del Japó                             |
| 81                          | Ōita      | 1 any, 195 dies                     | 1 any, 195 dies        | Emperador Akihito (1989 – 2019) |                                | Partit Socialista del Japó                             |
| 82 83                       |           | Ryūtarō Hashimoto (1937-2006)       | 11 de gener de 1996    | Emperador Akihito (1989 – 2019) | 30 de juliol de 1998           | Partit Liberal Democràtic                              |
| 82 83                       | Tòquio    | 2 anys, 200 dies                    | 2 anys, 200 dies       | Emperador Akihito (1989 – 2019) |                                | Partit Liberal Democràtic                              |
| 84                          |           | Keizō Obuchi (1937-2000)            | 30 de juliol de 1998   | Emperador Akihito (1989 – 2019) | 5 d'abril de 2000              | Partit Liberal Democràtic                              |
| 84                          | Gunma     | 1 any, 250 dies                     | 1 any, 250 dies        | Emperador Akihito (1989 – 2019) |                                | Partit Liberal Democràtic                              |
| 85 86                       |           | Yoshirō Mori (1937-)                | 5 d'abril de 2000      | Emperador Akihito (1989 – 2019) | 26 d'abril de 2001             | Partit Liberal Democràtic                              |
| 85 86                       | Ishikawa  | 1 any, 21 dies                      | 1 any, 21 dies         | Emperador Akihito (1989 – 2019) |                                | Partit Liberal Democràtic                              |
| 87 88 89                    |           | Junichirō Koizumi (1942-)           | 26 d'abril de 2001     | Emperador Akihito (1989 – 2019) | 26 de setembre de 2006         | Partit Liberal Democràtic                              |
| 87 88 89                    | Kanagawa  | 5 anys, 153 dies                    | 5 anys, 153 dies       | Emperador Akihito (1989 – 2019) |                                | Partit Liberal Democràtic                              |
| 90                          |           | Shinzō Abe (1954-2022)              | 26 de setembre de 2006 | Emperador Akihito (1989 – 2019) | 26 de setembre de 2007         | Partit Liberal Democràtic                              |
| 90                          | Tòquio    | 1 any, 0 dies                       | 1 any, 0 dies          | Emperador Akihito (1989 – 2019) |                                | Partit Liberal Democràtic                              |
| 91                          |           | Yasuo Fukuda (1936-)                | 26 de setembre de 2007 | Emperador Akihito (1989 – 2019) | 24 de setembre de 2008         | Partit Liberal Democràtic                              |
| 91                          | Tòquio    | 0 anys, 364 dies                    | 0 anys, 364 dies       | Emperador Akihito (1989 – 2019) |                                | Partit Liberal Democràtic                              |
| 92                          |           | Tarō Asō (1940-)                    | 24 de setembre de 2008 | Emperador Akihito (1989 – 2019) | 16 de setembre de 2009         | Partit Liberal Democràtic                              |
| 92                          | Fukuoka   | 0 anys, 357 dies                    | 0 anys, 357 dies       | Emperador Akihito (1989 – 2019) |                                | Partit Liberal Democràtic                              |
| 93                          |           | Yukio Hatoyama (1947-)              | 16 de setembre de 2009 | Emperador Akihito (1989 – 2019) | 8 de juny de 2010              | Partit Democràtic                                      |
| 93                          | Tòquio    | 0 anys, 265 dies                    | 0 anys, 265 dies       | Emperador Akihito (1989 – 2019) |                                | Partit Democràtic                                      |
| 94                          |           | Naoto Kan (1946-)                   | 8 de juny de 2010      | Emperador Akihito (1989 – 2019) | 2 de setembre de 2011          | Partit Democràtic                                      |
| 94                          | Yamaguchi | 1 any, 86 dies                      | 1 any, 86 dies         | Emperador Akihito (1989 – 2019) |                                | Partit Democràtic                                      |
| 95                          |           | Yoshihiko Noda (1957-)              | 2 de setembre de 2011  | Emperador Akihito (1989 – 2019) | 26 de desembre de 2012         | Partit Democràtic                                      |
| 95                          | Chiba     | 1 any, 115 dies                     | 1 any, 115 dies        | Emperador Akihito (1989 – 2019) |                                | Partit Democràtic                                      |
| 96 97 98                    |           | Shinzō Abe (1954-2022)              | 26 de desembre de 2012 | Emperador Akihito (1989 – 2019) | 16 de setembre de 2020         | Partit Liberal Democràtic                              |
| 96 97 98                    | Tòquio    | 7 anys, 265 dies                    | 7 anys, 265 dies       | Emperador Naruhito (2019 – ...) |                                | Partit Liberal Democràtic                              |
| 99                          |           | Yoshihide Suga (1948-)              | 16 de setembre de 2020 | Emperador Naruhito (2019 – ...) | 4 de octubre de 2021           | Partit Liberal Democràtic                              |
| 99                          | Akita     | 1 any, 76 dies                      | 1 any, 76 dies         | Emperador Naruhito (2019 – ...) |                                | Partit Liberal Democràtic                              |